# Вай-Оу-Ренч (Вайомінг)
Вай-Оу-Ренч (англ. Y-O Ranch) — переписна місцевість (CDP) в США, в окрузі Платт штату Вайомінг. Населення — 172 особи (2020).

## Географія
Вай-Оу-Ренч розташований за координатами 42°2′7″ пн. ш. 104°55′23″ зх. д. / 42.03528° пн. ш. 104.92306° зх. д. (42.035160, -104.922976).  За даними Бюро перепису населення США в 2010 році переписна місцевість мала площу 6,22 км², уся площа — суходіл.

## Демографія
Згідно з переписом 2010 року, у переписній місцевості мешкало 195 осіб у 78 домогосподарствах у складі 57 родин. Густота населення становила 31 особа/км².  Було 87 помешкань (14/км²).
Расовий склад населення:
| - 92,8 % — білих - 2,6 % — корінних американців - 1,5 % — чорних або афроамериканців - 1,0 % — осіб інших рас |

До двох чи більше рас належало 2,1 %. Частка іспаномовних становила 11,8 % від усіх жителів.
За віковим діапазоном населення розподілялося таким чином: 25,1 % — особи молодші 18 років, 58,0 % — особи у віці 18—64 років, 16,9 % — особи у віці 65 років та старші. Медіана віку мешканця становила 38,6 року. На 100 осіб жіночої статі у переписній місцевості припадало 114,3 чоловіків;  на 100 жінок у віці від 18 років та старших — 108,6 чоловіків також старших 18 років.
Цивільне працевлаштоване населення становило 111 осіб. Основні галузі зайнятості: роздрібна торгівля — 48,6 %, освіта, охорона здоров'я та соціальна допомога — 29,7 %, транспорт — 21,6 %.